# Fußball-Asienmeisterschaft der Frauen 2018
Die Endrunde der 19. Fußball-Asienmeisterschaft der Frauen wurde vom 6. bis 20. April 2018 in Jordanien ausgetragen. Jordanien erhielt die Zusage für die Austragung im September 2016. Es ist die erste Austragung in einem westasiatischen Land. Acht Mannschaften traten zunächst in einer Gruppenphase in zwei Gruppen und danach im K.-o.-System gegeneinander an. Neben dem Asienmeister wurden die fünf asiatischen Teilnehmer an der Weltmeisterschaft 2019 in Frankreich ermittelt. Australien, China, Japan, Südkorea und Thailand konnten sich wie 2015 qualifizieren. Spielstätten waren das King Abdullah II Stadium und das Amman International Stadium, beide in Amman, der Hauptstadt Jordaniens.

## Teilnehmer
| 4 gesetzte Mannschaften | Australien  | China    | Japan (Titelverteidiger) | Jordanien (Gastgeber) |
| 4 Qualifikanten         | Philippinen | Südkorea | Thailand                 | Vietnam               |

## Regelwerk und Modus

### Turnierform
In der Gruppenphase gab es zwei Gruppen mit je vier Teilnehmern. Innerhalb der Gruppen spielte jede Mannschaft gegen jede. Der Sieger jeder Begegnung erhielt drei Punkte, der Verlierer keinen, bei einem Unentschieden erhielt jeder einen Punkt.
Die Platzierung innerhalb der Gruppen wurde anhand folgender Kriterien mit absteigender Wichtigkeit bestimmt:
- Punkte der Gruppenspiele
- Punkte aus Duellen punktgleicher Teams (entscheidend dafür, dass China nach 2 Spieltagen als Gruppensieger feststand)
- Tordifferenz aus Duellen punktgleicher Teams
- Anzahl erzielter Tore aus Duellen punktgleicher Teams (entscheidend dafür, das Australien und Japan das Halbfinale erreichten und Südkorea um Platz 5 spielen musste)
- ggf. ausschließliche Anwendung der vorherigen Kriterien auf dann noch gleichwertige Teams
- Tordifferenz aus allen Spielen (entscheidend dafür, dass Australien Gruppensieger wurde)
- Anzahl erzielter Tore in allen Spielen
- Elfmeterschießen wenn zwei gleichplatzierte Teams im letzten Gruppenspiel aufeinandergetroffen wären
- niedrigere Anzahl Minuspunkte durch Gelbe und Rote Karten (Gelbe Karte 1 Minuspunkt, Gelb-Rote Karte 3 Minuspunkte, Rote Karte 4 Minuspunkte, Gelbe und Rote Karte 5 Minuspunkte)
- Losentscheid

## Vorrunde
Die Auslosung der Vorrundengruppen erfolgte am 9. Dezember 2017 am Toten Meer, dem tiefsten Punkt der Erde.

### Gruppe A
| Pl. | Land        | Sp. | S | U | N | Tore    | Diff. | Punkte |
| --- | ----------- | --- | - | - | - | ------- | ----- | ------ |
| 1.  | China       | 3   | 3 | 0 | 0 | 015:100 | +14   | 09     |
| 2.  | Thailand    | 3   | 2 | 0 | 1 | 009:600 | +3    | 06     |
| 3.  | Philippinen | 3   | 1 | 0 | 2 | 003:700 | −4    | 03     |
| 4.  | Jordanien   | 3   | 0 | 0 | 3 | 003:160 | −13   | 0      |

|                                                       |   |             |           |
| 6. April 2018 in Amman (Amman International Stadium)  |   |             |           |
| China                                                 | – | Thailand    | 4:0 (0:0) |
| Jordanien                                             | – | Philippinen | 1:2 (1:0) |
| 9. April 2018 in Amman (King Abdullah II Stadium)     |   |             |           |
| Philippinen                                           | – | China       | 0:3 (0:2) |
| Jordanien                                             | – | Thailand    | 1:6 (1:4) |
| 12. April 2018 in Amman (Amman International Stadium) |   |             |           |
| Jordanien                                             | – | China       | 1:8 (1:2) |
| 12. April 2018 in Amman (King Abdullah II Stadium)    |   |             |           |
| Thailand                                              | – | Philippinen | 3:1 (1:0) |

### Gruppe B
| Pl. | Land       | Sp. | S | U | N | Tore    | Diff. | Punkte |
| --- | ---------- | --- | - | - | - | ------- | ----- | ------ |
| 1.  | Australien | 3   | 1 | 2 | 0 | 009:100 | +8    | 05     |
| 2.  | Japan      | 3   | 1 | 2 | 0 | 005:100 | +4    | 05     |
| 3.  | Südkorea   | 3   | 1 | 2 | 0 | 004:000 | +4    | 05     |
| 4.  | Vietnam    | 3   | 0 | 0 | 3 | 000:160 | −16   | 0      |

|                                                       |   |            |           |
| 7. April 2018 in Amman (King Abdullah II Stadium)     |   |            |           |
| Japan                                                 | – | Vietnam    | 4:0 (2:0) |
| Australien                                            | – | Südkorea   | 0:0       |
| 10. April 2018 in Amman (Amman International Stadium) |   |            |           |
| Südkorea                                              | – | Japan      | 0:0       |
| Vietnam                                               | – | Australien | 0:8 (0:5) |
| 13. April 2018 in Amman (Amman International Stadium) |   |            |           |
| Australien                                            | – | Japan      | 1:1 (0:0) |
| 13. April 2018 in Amman (King Abdullah II Stadium)    |   |            |           |
| Südkorea                                              | – | Vietnam    | 4:0 (2:0) |

## Finalrunde

### Spiel um Platz 5
Der Sieger des Spiels um Platz 5 qualifizierte sich neben den vier Halbfinalisten für die WM 2019 in Frankreich.
|                |   |          |           |
| 16. April 2018 |   |          |           |
| Philippinen    | – | Südkorea | 0:5 (0:2) |

### Halbfinale
|                |   |          |                                 |
| 17. April 2018 |   |          |                                 |
| Australien     | – | Thailand | 2:2 n. V. (2:2, 1:1), 3:1 i. E. |
| 17. April 2018 |   |          |                                 |
| China          | – | Japan    | 1:3 (0:1)                       |

### Spiel um Platz 3
|                |   |          |           |
| 20. April 2018 |   |          |           |
| China          | – | Thailand | 3:1 (0:0) |

### Finale
| Japan                                                 | Japan | Australien | Australien |
| ----------------------------------------------------- | --- | --- | ---------- |
| Japan                                                 | \| 20. April 2018 in Amman (Amman International Stadium) \| \| Ergebnis: 1:0 (0:0) \| \| Zuschauer: 3065 \| \| Schiedsrichterin: Ri Hyang-ok ( Nordkorea) \| \| Spielbericht \|                                         | \| 20. April 2018 in Amman (Amman International Stadium) \| \| Ergebnis: 1:0 (0:0) \| \| Zuschauer: 3065 \| \| Schiedsrichterin: Ri Hyang-ok ( Nordkorea) \| \| Spielbericht \|                                                   | Australien |
| Japan                                                 | Ayaka Yamashita • Risa Shimizu, Saki Kumagai , Nana Ichise, Aya Sameshima • Emi Nakajima, Mizuho Sakaguchi, Rumi Utsugi, Yui Hasegawa • Yuika Sugasawa (72. Kumi Yokoyama), Mana Iwabuchi Cheftrainerin: Asako Takakura | Lydia Williams • Ellie Carpenter, Clare Polkinghorne , Alanna Kennedy, Stephanie Catley • Chloe Logarzo, Tameka Butt, Elise Kellond-Knight, Emily van Egmond • Sam Kerr, Lisa De Vanna (60. Kyah Simon) Cheftrainer: Alen Stajcic | Australien |
| Japan                                                 | 1:0 Kumi Yokoyama (84.) | | Australien |
| Japan                                                 | Kumagai (14.) | Kellond-Knight (80.) | Australien |
| Japan                                                 | Yamashita hält von Kellond-Knight geschossenen Handelfmeter (15.) | | Australien |
| 20. April 2018 in Amman (Amman International Stadium) | | |            |
| Ergebnis: 1:0 (0:0)                                   | | |            |
| Zuschauer: 3065                                       | | |            |
| Schiedsrichterin: Ri Hyang-ok ( Nordkorea)            | | |            |
| Spielbericht                                          | | |            |

## Schiedsrichterinnen
Hauptschiedsrichterinnen:
- Kate Jacewicz
- Casey Reibelt
- Qin Liang
- Mahsa Ghorbani
- Yoshimi Yamashita
- Thein Thein Aye
- Ri Hyang-ok
- Oh Hyeon-jeong
- Edita Mirabidova
- Công Thị Dung

Schiedsrichterassistentinnen:
- Cui Yongmei
- Fang Yan
- Uvena Fernandes
- Ensieh Khabaz
- Maiko Hagio
- Naomi Teshirogi
- Hong Kum-nyo
- Kim Kyoung-min
- Lee Seul-gi
- Heba Saadieh
- Rohaidah Bte Mohd Nasir
- Trương Thị Lệ Trinh

## Beste Torschützinnen
| Rang | Spielerin              | Tore |
| ---- | ---------------------- | ---- |
| 1    | Li Ying                | 7    |
| 2    | Song Duan              | 4    |
|      | Wang Shuang            | 4    |
|      | Kumi Yokoyama          | 4    |
|      | Kanjana Sungngoen      | 4    |
| 6    | Sam Kerr               | 3    |
|      | Cho So-hyun            | 3    |
|      | Lee Mi-na              | 3    |
| 9    | Alanna Kennedy         | 2    |
|      | Mana Iwabuchi          | 2    |
|      | Silawan Intamee        | 2    |
|      | Suchawadee Nildhamrong | 2    |
|      | Rattikan Thongsombut   | 2    |

Hinzu kamen  20 Spielerinnen mit je einem Tor und zwei Eigentore der Jordanierinnen Yasmeen Khair sowie je ein Eigentor der Thailänderin Kanjanaporn Saengkoon und der Vietnamesin Nguyễn Thị Tuyết Dung.